# Naomi (serie de televisión)
Naomi es una serie de televisión dramática de superhéroes estadounidense desarrollada por Ava DuVernay que se basa en la serie de cómics del mismo nombre coescrita por Brian Michael Bendis y David F. Walker e ilustrada por Jamal Campbell. Se estrenó en The CW el 11 de enero de 2022.
En mayo de 2022, la serie fue cancelada tras una temporada.

## Reparto

### Principal
- Kaci Walfall como Naomi
- Cranston Johnson como Zumbado, el dueño de un lote de autos local.
- Alexander Wraith como Dee, propietario de una tienda de tatuajes local.
- Mary-Charles Jones como Annabelle
- Mouzam Makkar como Jennifer
- Daniel Puig como Nathan
- Camila Moreno como Lourdes, una joven con un sentido del humor sarcástico que trabaja en una tienda de artículos de colección vintage.
- Will Meyers como Anthony
- Aidan Gemme como Jacob
- Barry Watson como Greg McDuffie

### Recurrente
- Stephanie March como Akira

## Episodios
| N.º | Título                               | Dirigido por          | Escrito por                               | Fecha de emisión original | Código de prod. | Audiencia (millones) |
| --- | ------------------------------------ | --------------------- | ----------------------------------------- | ------------------------- | --------------- | -------------------- |
| 1   | «Don't Believe Everything You Think» | Amanda Marsalis       | Guion de: Ava DuVernay y Jill Blankenship | 11 de enero de 2022       | T53.10001       | 0.80                 |
| 2   | «Unidentified Flying Object»         | DeMane Davis          | Jill Blankenship                          | 18 de enero de 2022       | T53.10102       | 0.73                 |
| 3   | «Zero to Sixty»                      | Sheldon Candis        | Oscar Balderrama                          | 25 de enero de 2022       | T53.10103       | 0.59                 |
| 4   | «Enigma»                             | Neema Barnette        | Stephanie Coggins                         | 1 de febrero de 2022      | T53.10104       | 0.51                 |
| 5   | «Shadow Ridge»                       | Stephanie Turner      | Jason Ganzel                              | 22 de febrero de 2022     | T53.10105       | 0.48                 |
| 6   | «Homecoming»                         | Kent Faulcon          | Stacy A. Littlejohn                       | 1 de marzo de 2022        | T53.10106       | 0.48                 |
| 7   | «I Am Not a Used Car Salesman»       | Lisa France           | Jill Blankenship                          | 8 de marzo de 2022        | T53.10107       | 0.43                 |
| 8   | «Fellowship of the Disc»             | DeMane Davis          | Gussie Roc                                | 22 de marzo de 2022       | T53.10108       | 0.53                 |
| 9   | «Keep Your Friends Close»            | Charles Stone III     | Rebecca Bellotto                          | 29 de marzo de 2022       | T53.10109       | 0.47                 |
| 10  | «Fallout»                            | Angel Kristi Williams | Oscar Balderrama                          | 26 de abril de 2022       | T53.10110       | 0.45                 |
| 11  | «Worst Prom Ever»                    | Merawi Gerima         | Rebecca Bellotto                          | 3 de mayo de 2022         | T53.10111       | 0.47                 |
| 12  | «Ready or Not»                       | Carl Seaton           | Jill Blankenship                          | 10 de mayo de 2022        | T53.10112       | 0.44                 |
| 13  | «Who Am I?»                          | DeMane Davis          | Ava DuVernay y Jill Blankenship           | 10 de mayo de 2022        | T53.10113       | 0.43                 |

## Producción

### Desarrollo
El 4 de diciembre de 2020, se informó que Ava DuVernay está desarrollando una serie para The CW basada en la serie de cómics de DC Naomi, coescrita por Brian Michael Bendis y David F. Walker e ilustrada por Jamal Campbell. El 9 de febrero de 2021, The CW le dio a la producción la orden de hacer un episodio piloto. El 24 de mayo de 2021, Naomi fue llevada a serie. La serie es desarrollada por DuVernay, quien se espera que sea productora ejecutiva junto a Jill Blankenship, Sarah Bremner y Paul Garnes. El piloto está escrito por DuVernay y dirigido por Amanda Marsalis. Las productoras involucradas en la serie son Array Filmworks y Warner Bros. Television. La serie se estrenó el 11 de enero de 2022. El 12 de mayo de 2022, la serie fue cancelada tras una temporada.

### Casting
En marzo de 2021, Kaci Walfall fue elegida para el papel principal, mientras que Alexander Wraith, Cranston Johnson, Camila Moreno, Barry Watson, Mouzam Makkar, Mary-Charles Jones, Aidan Gemme, Daniel Puig y Will Meyers también fueron elegidos como recurrentes de la serie. En diciembre de 2021 Stephanie March se unió al elenco en un papel recurrente.

### Rodaje
La fotografía principal de la serie comenzó el 23 de agosto de 2021 en Georgia. Cliff Charles es director de fotografía, mientras que DeMane Davis es director de la serie.